# Boris Mersjin
Boris Aleksandrovitsj Mersjin (Russisch: Борис Александрович Мершин) (Skobelev, 5 januari 1920 - Moskou, 26 december 1976) was een voormalig basketbalspeler die uitkwam voor verschillende teams in de Sovjet-Unie. Kreeg de onderscheiding Meester in de sport van de Sovjet-Unie.

## Carrière
Mersjin begon zijn profcarrière bij CSKA Moskou. Met die club werd Mersjin één keer landskampioen van de Sovjet-Unie in 1945, tweede 1946 en derde in 1947. In 1948 verhuisde hij naar VVS MVO Moskou. Met die club werd hij landskampioen van de Sovjet-Unie in 1952, nadat hij ook al tweede in 1951 en derde in 1950 was geworden. Ook werd Mersjin met die club twee keer runner-up om de USSR Cup in 1951 en 1952.
Mersjin kreeg de onderscheidingen Orde van de Vaderlandse Oorlog, Orde van de Rode Ster (Sovjet-Unie), de Medaille voor de Overwinning over Duitsland in de Grote Patriottische Oorlog 1941-1945.

## Erelijst
- Landskampioen Sovjet-Unie: 2
  - Winnaar: 1945, 1952
  - Tweede: 1946, 1951
  - Derde: 1947, 1949, 1950
- Bekerwinnaar Sovjet-Unie:
  - Runner-up: 1951, 1952